# Yoknapatawpha
Le comté de Yoknapatawpha est un lieu fictif, créé pour les besoins de son œuvre par l'auteur américain William Faulkner et utilisé dans beaucoup de ses romans. Il est généralement admis que le comté de Lafayette, Mississippi a fourni la base du comté de Yoknapatawpha.
Ce comté de fiction est situé au nord-ouest du Mississippi et son chef-lieu est la ville de Jefferson. Le comté de Yoknapatawpha est bordé au nord par la Tallahatchie River et au sud par la Yoknapatawpha River et a une superficie de 6 200 km² (2 400 mi²). La plus grande partie de la moitié orientale (et aussi une petite part du coin sud-ouest) est un pays de collines de pins.
Le mot Yoknapatawpha se prononce "Yok'na pa TAW pha."  Il vient de deux mots Chickasaw Yocona et petopha, qui signifient "terre fendue."  Faulkner affirme que ce mot composé signifie eau s'écoulant lentement sur la terre plate bien que cela ne soit pas attesté.  Yoknapatawpha était le nom originel de l'actuelle Yocona River, qui traverse la partie méridionale du comté de Lafayette, dont Oxford est le chef-lieu.  
Ce pays était à l'origine celui des Chickasaw. Des colonies blanches se sont implantées vers 1800. Avant la Guerre de Sécession, le comté consistait en plusieurs grandes plantations: la plantation de Louis Grenier (en) au sud-est, celle de McCaslin au nord-est, celle de Sutpen au nord-ouest, et celle de Compson et de Sartoris à proximité immédiate de Jefferson. Plus tard le comté fut la plupart du temps composé de petites exploitations. En 1936, la population s'élevait à 15 611 habitants, dont 6 298 Blancs et 9 313 Noirs.

## Romans deFaulknerdont l'action se situe dans le Comté de Yoknapatawpha
- 1929 : Sartoris (Sartoris)
- 1929 : Le Bruit et la Fureur (The Sound and the Fury)
- 1930 : Une rose pour Emily (A rose for Emily) (nouvelle)
- 1930 : Tandis que j'agonise (As I Lay Dying)
- 1931 : Sanctuaire (Sanctuary)
- 1932 : Lumière d'août (Light in August)
- 1936 : Absalon, Absalon! (Absalom, Absalom!)
- 1938 : L'Invaincu (The Unvanquished)
- 1939 : L'Incendiaire (Barn Burning)
- 1940 : Le Hameau (The Hamlet)
- 1942 : Descends, Moïse (Go Down, Moses)
- 1948 : L'Intrus  (Intruder in the Dust)
- 1957 : La Ville (The Town)
- 1959 : Le Domaine (The Mansion)
- 1962 : Les Larrons (The Reivers)
- 1973 : Étendards dans la poussière (Flags in the Dust) (version longue de Sartoris)

La pièce  de 1951 : Requiem pour une nonne (Requiem for a Nun) est aussi située dans le Comté de Yoknapatawpha.